# I più grandi successi (Viola Valentino)
I più grandi successi è una raccolta della cantante italiana Viola Valentino, pubblicata nel 2005.

## Tracce
1. Acqua Fuoco Aria Terra
2. Sola
3. Sei una bomba
4. Arriva, arriva
5. Comprami
6. Amore Stella
7. Anime d'autunno (Libertango)
8. La schiava
9. Romantici
10. Sera coi fiocchi
11. Come quando fuori piove
12. Voglia d'amore
13. Il tempo di morire